# 西大阪高速鉄道
西大阪高速鉄道株式会社（にしおおさかこうそくてつどう）は、大阪府に路線を有する、阪神電気鉄道や大阪市などが出資する第三セクター会社である。本社は大阪府大阪市福島区海老江一丁目1番24号阪神星光ビル（阪神電気鉄道本社内）にある。
阪急阪神ホールディングス傘下の阪神電気鉄道の持分法適用会社であり、阪急阪神東宝グループ所属企業の一つとなっている。なお、保有路線の直通運転相手の近畿日本鉄道からも少額ではあるが出資を受けている。
阪神なんば線の西九条駅から大阪難波駅（旧近鉄難波駅）までの延伸区間（西大阪高速鉄道としての路線名は「西大阪延伸線」）の建設・保有を行う。同区間の建設は西大阪高速鉄道が行い、完成後は西大阪高速鉄道が第三種鉄道事業者として施設を保有し、阪神電気鉄道が第二種鉄道事業者として路線を運営している。
2009年3月20日に開業し、近鉄難波線・奈良線と阪神なんば線の相互直通運転が開始された。これにより阪神間から奈良方面へ観光や通勤・通学に出かける足もより便利になり、プロ野球オリックス・バファローズの本拠地であり阪神タイガースも準本拠地としている大阪ドーム（京セラドーム大阪）への交通アクセスも改善されたほか、阪神電気鉄道が在阪私鉄で初めてキタとミナミの両方にターミナル駅を持つことになった。

## 沿革
- 2001年（平成13年）
  - 7月10日 - 設立。
  - 9月18日 - 大阪府・大阪市が増資、第三セクターとなる。
- 2009年（平成21年）3月20日 - 阪神なんば線開業。

## 路線
設置駅等は阪神なんば線を参照。
- 西大阪延伸線 西九条駅 - 大阪難波駅 3.8km（建設距離3.4km）[5]
  - うち地上区間0.9km、地下区間2.5km
  - 建設距離に含まれない0.4km（大阪難波駅 - 阪神高速道路湊町西出口付近）は大阪難波駅構内の引上線として完成済みの分
  - 路線規格：軌間1435mm 架空線方式直流1500V電化